# Michel Simon (film)
|  | Denne artikel er oprettet af botten PalnaBot ud fra en ekstern database. Den kan derfor have sproglige fejl eller mangler. Denne skabelon kan fjernes efter kontrol af indholdet. |

Michel Simon er en portrætfilm fra 1964 instrueret af Ole Roos efter manuskript af Ole Roos.

## Handling
Filmen tegner et portræt af den store franske skuespiller i hans villa udenfor Paris. Michel Simon fortæller om sig selv og sin karriere og om, hvorfor han foretrækker sine mange dyrs selskab frem for menneskers.